# Altenfelden
Altenfelden è un comune austriaco di 2 148 abitanti nel distretto di Rohrbach, in Alta Austria; ha lo status di comune mercato (Marktgemeinde).